# San Vicente y las Granadinas en los Juegos Olímpicos de Seúl 1988
San Vicente y las Granadinas estuvieron representadas en los Juegos Olímpicos de Seúl 1988 por seis deportistas, cinco hombres y una mujer, que compitieron en atletismo.
El equipo olímpico sanvicentino no obtuvo ninguna medalla en estos Juegos.